# Subvillage Sound
Subvillage Sound – drugi długogrający album studyjny zespołu Village Kollektiv wydany w 2010 roku. W odróżnieniu od pierwszego studyjnego albumu Motion Rootz Experimental, do swoich wpływów i elementów składowych kolektyw dodał w dużych ilościach elementy z Bałkanów. Zarówno pod postacią tradycyjnych melodii bułgarskich i rumuńskich, tekstów w tych językach i ich tłumaczeń, jak i najbardziej charakterystycznego elementu tamtejszej muzyki – "dęciaków". W składzie kolektywu jest Bartosz Pałyga, który opanował trudną umiejętność śpiewu gardłowego, co wzbogaca muzykę Village Kollektiv o elementy azjatyckie.
Fundamentem, na którym zespół oparł swoją misterną konstrukcję jest dub'owa elektronika. Rafał Kołaciński jest głównym inżynierem powstałych utworów; to on przygotowuje szkice, na które potem reszta zespołu nakłada folkową warstwę, by później wszystko samemu pociąć i zmontować. Dzięki swojemu kunsztowi i doświadczeniu ponownie w umiejętny sposób połączył dwa, wydawałoby się, odległe od siebie światy muzyczne.
Na albumie usłyszeć można gości, m.in. wokalistę różnych warszawskich projektów muzycznych Pablopavo, czy zespół Caci Vorba z Lublina, grający muzykę Cygańską.

## Lista utworów
1. "Stąd do Miłego"
2. "Ktoby" (feat. Pablopavo)
3. "Molih ta"
4. "Uado"
5. "Topola"
6. "Romani Ćhaj" (feat. Caci Vorba)
7. "Kukiełka"
8. "Nazad"
9. "Svatba"
10. "Słońce i Księżyc"
11. "Zima
12. "Ktoby (alt version)"
13. "Jek wyjda na pole"